# 1987-es MTV Video Music Awards
Az 1987-es MTV Video Music Awards díjátadója 1987. szeptember 11-én került megrendezésre, és a legjobb, 1986. május 2-ától 1987. május 1-ig készült klipeket díjazta. Az est házigazdái az MTV műsorvezetői voltak: Downtown Julie Brown,  Carolyne Heldman, Kevin Seal, Michael Tomioka és Dweezil Zappa. A díjakat a Los Angeles-i Gibson Amphitheatre-ben adták át.
Ebben az évben debütált a Legjobb filmből összevágott videó kategória, amely a legjobb, betétdalhoz készült videókat díjazta. Továbbá 1987-ben szűnt meg a Különleges elismerés díjat, amely 1984. óta került átadásra. Az Életmű-díjjal ellentétben, amelyet több évben nem adtak át, de később visszahozták, a Különleges elismerés kategória sosem tért vissza.
Az est legnagyobb győztese Peter Gabriel volt, aki rekordnak számító, tíz díjjal térhetett haza, köztük Az év videója és Életmű-díjakat. Gabriel Sledgehammer című dalának videóját tíz díjra jelölték, ebből kilencet meg is szerzett, ezzel az est, és a VMA történetének legtöbbet jelölt videója. Végezetül, Gabriel beállította az egy évben szerzett legtöbb VMA-jelölés rekordját is: tíz jelölés a Sledgehammerért, további kettő a Big Time-ért. Ezt a rekordot 2010-ben döntötte meg Lady Gaga, tizenhárom jelöléssel.

## Jelöltek
A győztesek félkövérrel vannak jelölve.

### Az év videója
- Peter Gabriel — Sledgehammer
- Genesis — Land of Confusion
- Paul Simon — The Boy in the Bubble
- U2 — With or Without You
- Steve Winwood — Higher Love

### Legjobb férfi videó
- David Bowie — Day-In Day-Out
- Peter Gabriel — Sledgehammer
- Robert Palmer — I Didn't Mean to Turn You On
- Paul Simon — You Can Call Me All
- Steve Winwood — Higher Love

### Legjobb női videó
- Kate Bush — The Big Sky
- Janet Jackson — Nasty
- Cyndi Lauper — True Colors
- Madonna — Open Your Heart
- Madonna — Papa Don't Preach

### Legjobb csapatvideó
- The Bangles — Walk Like an Egyptian
- Crowded House — Don't Dream It's Over
- Eurythmics — Missionary Man
- Talking Heads — Wild Wild Life
- U2 — With or Without You

### Legjobb új előadó egy videóban
- Robert Cray — Smoking Gun
- Crowded House — Don't Dream It's Over
- The Georgia Satellites — Keep Your Hands to Yourself
- Bruce Hornsby and the Range — The Way It Is
- Timbuk3 — The Future's So Bright, I Gotta Wear Shades

### Legjobb koncepcióvideó
- Eurythmics — Missionary Man
- Peter Gabriel — Big Time
- Peter Gabriel — Sledgehammer
- Genesis — Land of Confusion
- Talking Heads — Wild Wild Life

### Legjobb filmből összevágott videó
- Eric Clapton — It's in the Way That You Use It (a A pénz színe filmből)
- Rodney Dangerfield — Twist and Shout (a Vissza a suliba filmből)
- Aretha Franklin — Jumpin' Jack Flash (a Spiclik, sipirc filmből)
- Ben E. King — Stand by Me (az Állj mellém! filmből)
- Talking Heads — Wild Wild Life (a Texas elveszett szüzességefilmből)

### Legtöbbet újító videó
- Eurythmics — Missionary Man
- Peter Gabriel — Sledgehammer
- Genesis — Land of Confusion
- Huey Lewis and the News — Hip to Be Square
- Paul Simon — The Boy in the Bubble

### Legjobb színpadi teljesítmény
- Bon Jovi — Livin' on a Prayer
- Bon Jovi — You Give Love a Bad Name
- Run-D.M.C. (közreműködik az Aerosmith) — Walk This Way
- Bruce Springsteen és az E Street Band — Born to Run
- Bruce Springsteen és az E Street Band — War

### Legjobb klipbeli alakítás
- Peter Gabriel — Sledgehammer
- Janet Jackson — Nasty
- Madonna — Papa Don't Preach
- Run–D.M.C. (közreműködik az Aerosmith) — Walk This Way
- U2 — With or Without You

### Legjobb rendezés
- Crowded House — Don't Dream It's Over (Rendező: Alex Proyas)
- Peter Gabriel — Sledgehammer (Rendező: Stephen R. Johnson)
- Genesis — Land of Confusion (Rendező: John Lloyd és Jim Yukich)
- U2 — With or Without You (Rendező: Meiert Avis)
- Steve Winwood — Higher Love (Rendező: Peter Kagan és Paula Greif)

### Legjobb koreográfia
- The Bangles — Walk Like an Egyptian
- Janet Jackson — Nasty (Koreográfus: Paula Abdul)
- Janet Jackson — When I Think of You (Koreográfus: Paula Abdul és Michael Kidd)
- Madonna — Open Your Heart
- Steve Winwood — Higher Love (Koreográfus: Roberta Mathes)

### Legjobb speciális effektek
- Duran Duran — Skin Trade
- Eurythmics — Missionary Man
- Peter Gabriel — Big Time (Speciális effektek: David Daniels)
- Peter Gabriel — Sledgehammer (Speciális effektek: Stephen R. Johnson és Graham Dean)
- Genesis — Land of Confusion
- Paul Simon — The Boy in the Bubble

### Legjobb művészi rendezés
- Breakfast Club — Right on Track (Művészi rendezés: Ally Willis)
- Peter Gabriel — Sledgehammer (Művészi rendezés: Stephen R. Johnson, Stephen Quay és Timothy Quay)
- Genesis — Land of Confusion
- Madonna — Open Your Heart
- Paul Simon — The Boy in the Bubble

### Legjobb vágás
- Bon Jovi — Wanted Dead or Alive
- Eurythmics — Missionary Man
- Peter Gabriel — Sledgehammer (Vágó: Stephen R. Johnson és Colin Green)
- Robbie Nevil — C'est La Vie
- U2 — With or Without You
- Steve Winwood — Higher Love (Vágó: Glenn Lazzaro és Laura Israel)

### Legjobb operatőr
- Duran Duran — Skin Trade (Operatőr: Peter Kagan)
- Cyndi Lauper — What's Going On (Operatőr: Juan Ruiz Anchia)
- Madonna — Papa Don't Preach (Operatőr: Michael Ballhaus)
- Robbie Nevil — C'est La Vie (Operatőr: Mark Plummer)
- U2 — With or Without You (Operatőr: Daniel Pearl)
- Steve Winwood — Higher Love (Operatőr: Rob Haggart)

### Közönségdíj
- Peter Gabriel — Sledgehammer
- Genesis — Land of Confusion
- Paul Simon — The Boy in the Bubble
- U2 — With or Without You
- Steve Winwood — Higher Love

### Életmű-díj
- Peter Gabriel
- Julien Temple

## Fellépők
- Los Lobos — La Bamba
- Bryan Adams — Only the Strong Survive/Victim of Love
- The Bangles — Walk Like an Egyptian/Walking Down Your Street
- Bon Jovi — Livin' on a Prayer
- Crowded House — Don't Dream It's Over/Now We're Getting Somewhere
- Madonna — Causing a Commotion
- Whitesnake — Still of the Night
- Whitney Houston — I Wanna Dance with Somebody (Who Loves Me)/Didn't We Almost Have It All
- The Cars — You Are the Girl/Double Trouble
- David Bowie — Never Let Me Down
- Prince — Sign o' the Times/Play in the Sunshine
- Cyndi Lauper — Change of Heart/True Colors
- Run-D.M.C. (közreműködik Steven Tyler és Joe Perry) — Walk This Way

## Résztvevők
- Howie Mandel — átadta a Legjobb új előadó egy videóban díjat
- Cyndi Lauper — átadta a Legjobb színpadi teljesítmény díjat
- Herbie Hancock — átadta a Legtöbbet újító videó díjat
- Weird Al Yankovic — átadta a Legjobb koncepcióvideó díjat
- Cher — átadta a Közönségdíjat
- Poison — átadta a Legjobb női videó díjat